# 6L6

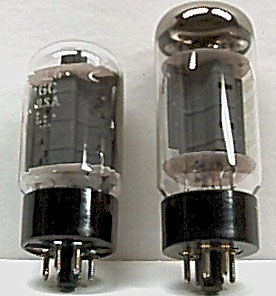
Радиолампа 6L6

6L6 — радиолампа типа лучевой тетрод, предназначенная для усиления и генерации низкочастотных колебаний. Впервые разработана и выпущена в 1935 году в США. Благодаря высокой выходной мощности 6L6 получила широкое распространение в военной технике, аудиотехнике и гитарных усилителях.

## История
Радиолампа была создана в 1935 году и быстро завоевала популярность за счёт своей мощности и надёжности. В СССР аналогами 6L6 являлись лампы 6П3С и 6П3С-Е. Современные версии радиолампы производятся различными компаниями; например, продукция Sovtek маркируется как 6550 — модификация с увеличенной механической прочностью и параметрами, разработанная на основе 6L6GC.

## Конструкция и характеристики
6L6 выпускалась в различных вариантах:
- Металлическая версия с максимальной мощностью рассеивания на аноде 19,5 ватт.
- Стеклянная версия (обозначение G), включая модификации 6L6GC, 6L6WXT и другие.

У стандартной модели мощность рассеивания на аноде составляла 20,5 ватта. Версия 6L6GC позволяла рассеивание до 30 ватт.

## Применение
Основные области применения:
- Усилители низкой частоты.
- Генераторы низкочастотных колебаний.
- Военное оборудование.
- Гитарные усилители и аудиосистемы.

## Технические данные
По справочным данным, при работе в классе АВ2 две лампы способны обеспечить выходную мощность до 47 ватт. В некоторых источниках упоминается возможность достижения выходной мощности до 60 ватт.

## Интересные факты
1. Радиолампа 6L6 — это металлическая версия лампы, максимальная рассеиваемая мощность на аноде для неё – 19,5 ватт, которая объясняется тем, что при тех же размерах анода и конструкции, возможность отвода тепла лучеиспусканием отсутствует (хотя данное обстоятельство на режим работы не влияет, выходная мощность не изменяется). Имелась также и стеклянная версия, в обозначении которой добавляется буква G. Для "классического" фигурного баллона, может также присутствовать дополнительный суффикс – 6L6GC, 6L6WXT или подобные.
2. По справочным данным, максимальная мощность рассеиваемая анодом составляет 20,5 ватта, так как в документации лампы указана работа в классе АВ2 с двумя лампами с выходной мощностью 47 ватт. В некоторых других источниках указана работа в том же классе, но с другими параметрами, с выходной мощностью до 60 ватт.|  | Этот раздел представляет собой неупорядоченный список разнообразных фактов о предмете статьи. Пожалуйста, приведите информацию в энциклопедический вид и разнесите по соответствующим разделам статьи. Списки предпочтительно основывать на вторичных обобщающих авторитетных источниках, содержащих критерий включения элементов в список. (16 июля 2022) |